# Croton subcinerellus
Espèce
Croton subcinerellus est une espèce de plantes à fleurs du genre Croton et de la famille des Euphorbiaceae, présente au Paraguay.
Il a pour synonyme :
- Croton cinerellus forma parvifolius, Chodat & Hassl.
- Croton subcinerellus var. aquidabanensis, Croizat